# تشارلز ويتني
تشارلز ويتني (بالإنجليزية: Charles Whitney)‏ مواليد 22 يونيو 1957 في واشنطن العاصمة، هو لاعب كرة سلة أمريكي معتزل. بدأ مسيرته الاحترافية في سنة 1980. تم اختياره من قبل فريق سكرامنتو كينغز خلال الدرافت. حمل الرقم 43. يبلغ طوله 6 قدم 5 بوصة (2.0 م). اعتزل اللعب في 1982.

## روابط خارجية
- تشارلز ويتني على موقع إن بي أي (الإنجليزية)
- تشارلز ويتني على موقع سبورتس رفرنس (الإنجليزية)
- تشارلز ويتني على موقع كلية كرة السلة في سبورتس رفرنس.كوم (الإنجليزية)
- تشارلز ويتني على موقع ريلجم (الإنجليزية)
- تشارلز ويتني على موقع بروبوليرز (الإنجليزية)